# Gornja Pastuša
Gornja Pastuša falu Horvátországban, Sziszek-Monoszló megyében. Közigazgatásilag Petrinyához tartozik.

## Fekvése
Sziszek városától légvonalban 18, közúton 30 km-re, községközpontjától légvonalban 14, közúton 20 km-re délre a Báni végvidék középső részén, a Zrinyi-hegység északi lejtőin, a Pastuša-patak felső folyása mentén, Jabukovac és Donja Pastuša között fekszik.

## Története
Pastuša valószínűleg a 18. században keletkezett, 1773-ban az első katonai felmérés térképén még „Bastinsa” alakban szerepel. Gornja Pastuša lakosságát csak 1857-től számlálják önállóan. A katonai határőrvidék megszűnése után Zágráb vármegye Petrinyai járásának része volt. 1857-ben 26, 1910-ben 257 lakosa volt. A 20. század első éveiben a kilátástalan gazdasági helyzet miatt sokan vándoroltak ki a tengerentúlra. 1918-ban az új szerb-horvát-szlovén állam, majd később Jugoszlávia része lett. A második világháború idején a Független Horvát Állam része volt, de lakossága fellázadt a fasiszta hatalom ellen. Sokan csatlakoztak a partizán egységekhez.
A háború után a béke időszaka köszöntött a településre. Enyhült a szegénység és sok ember talált munkát a közeli városokban. A délszláv háború előestéjén lakosságának 99%-a szerb nemzetiségű volt. A falu 1991. június 25-én a független Horvátország része lett, de szerb lakossága a Krajinai Szerb Köztársasághoz csatlakozott. 1991 júliusának végén a pastušai erdőben gyilkoltak meg a szerb szabadcsapatok öt horvát polgári lakost és két katonát. (Meggyilkolásuk helyén 2015. június 12-én emlékművet avattak.) A falut 1995. augusztus 6-án a Vihar hadművelettel foglalta vissza a horvát hadsereg. A szerb lakosság többsége elmenekült. 2011-ben 31 lakosa volt.

## Népesség
| Lakosság változása | Lakosság változása | Lakosság változása | Lakosság változása | Lakosság változása | Lakosság változása | Lakosság változása | Lakosság változása | Lakosság változása | Lakosság változása | Lakosság változása | Lakosság változása | Lakosság változása | Lakosság változása | Lakosság változása | Lakosság változása |
| ------------------ | ------------------ | ------------------ | ------------------ | ------------------ | ------------------ | ------------------ | ------------------ | ------------------ | ------------------ | ------------------ | ------------------ | ------------------ | ------------------ | ------------------ | ------------------ |
| 1857               | 1869               | 1880               | 1890               | 1900               | 1910               | 1921               | 1931               | 1948               | 1953               | 1961               | 1971               | 1981               | 1991               | 2001               | 2011               |
| 26                 | 277                | 279                | 232                | 234                | 257                | 400                | 428                | 197                | 193                | 189                | 169                | 157                | 146                | 32                 | 31                 |

(1869-ben, 1880-ban, 1921-ben és 1931-ben Donja Pastuša lakosságát is ide számították.)